# Washir (dystrykt)
Washir – dystrykt (powiat) leżący w zachodniej części afgańskiej prowincji Helmand. Zamieszkiwany jest jedynie przez Pasztunów, których populacja w 2005 liczyła 13300 ludzi. Centrum dystryktu jest wioska Washir.
Podczas natowskiej interwencji w Afganistanie dystrykt znajdował się pod kontrolą talibską.